# Loewe 3NF

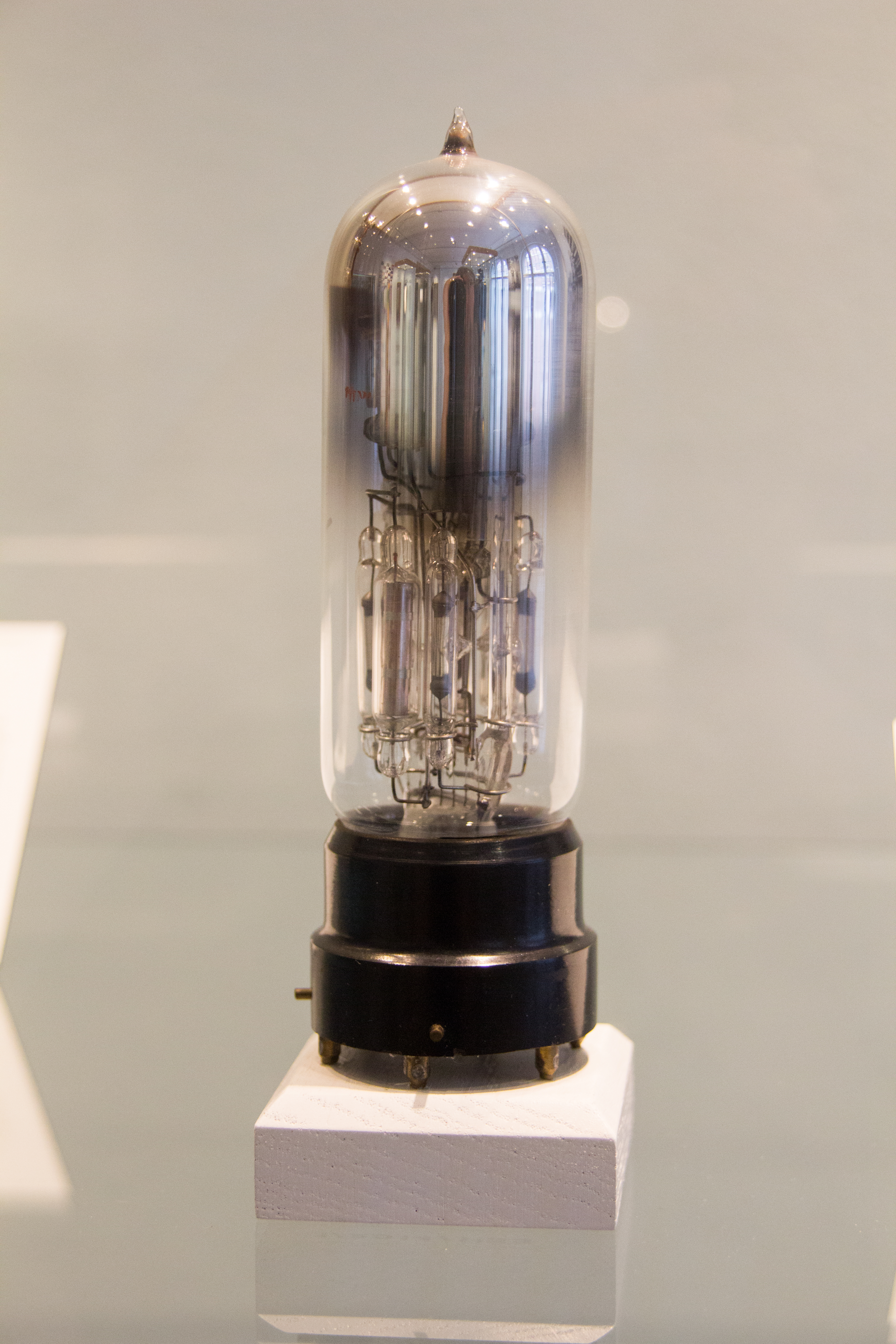
Loewe 3NF

Lampa próżniowa Loewe 3NF była pierwszą próbą zintegrowania kilku funkcji w jednym urządzeniu elektronicznym. Uważana za pierwszy układ scalony.
Lampa została wyprodukowana przez niemiecką firmę Loewe w roku 1926. Urządzenie składało się z trzech triod (audion, trioda sygnałowa, trioda końcowa) otoczonych wspólną szklaną osłoną. W osłonie znajdowały się również kondensatory i rezystory, które musiały być również otoczone swoimi własnymi szklanymi powłokami, aby nie zanieczyszczać wnętrza urządzenia. Całość tworzyła prawie kompletny odbiornik radiowy. Aby radio zaczęło działać należało dodać jedynie baterie, cewkę strojeniową oraz głośnik.
Lampa została wyprodukowana po to, aby ominąć niemieckie przepisy podatkowe. Przepisy określały podatek od urządzenia zależny od ilości podstawek pod lampy. W produkcie Loewe była tylko jedna, co stanowiło znaczącą przewagę nad konkurencją.
Wadą urządzenia był fakt, że jeśli tylko jeden element w lampie się zepsuł, to całość stawała się bezużyteczna. Aby temu częściowo zapobiec firma oferowała naprawy włókien lamp.
Z podobnych urządzeń firma produkowała m.in. lampy 2NF (dwie tetrody i komponenty pasywne) czy WG38 (dwie pentody, trioda i elementy pasywne).

## Podstawowe dane techniczne
- napięcie żarzenia – 4 V
- prąd żarzenia – 0,35 A
- napięcie anodowe każdej z triod – 135 V
- maksymalna moc tracona na anodzie triody końcowej – 2 W
- prąd anodowy – odpowiednio 0,3 mA, 0,3 mA, 7 mA.